# Puchar Polski w piłce siatkowej mężczyzn (1988/1989)
Puchar Polski w piłce siatkowej mężczyzn 1988/1989 – 32. sezon rozgrywek o siatkarski Puchar Polski, rozgrywany od 1932 roku.

## Klasyfikacja końcowa
| Miejsce | Drużyna                |
| ------- | ---------------------- |
| 1.      | AZS Olsztyn            |
| 2.      | Stal Stocznia Szczecin |
| 3.      | Resovia                |
| 4.      | Czarni Radom           |